# NC Paraíso Futebol Clube
O NC/Paraíso Futebol Clube, também conhecido como NC/Paraíso e anteriormente como Nova Conquista/Miranorte Esporte Clube é um clube brasileiro de futebol da cidade de Paraíso do Tocantins, no estado do Tocantins. Anteriormente, tinha sede em Santa Fé do Araguaia e em Miranorte. Fundado em 6 de fevereiro de 2005 como time amador, em 2011 iniciou o trabalho de categoria de base, profissionalizando-se em 2015. Suas cores são verde e branco.[carece de fontes?]

## História
O clube foi fundado em 2005 como clube amador, apenas em 2015 se profissionalizou para a disputa do Campeonato Tocantinense de Futebol de 2015 - Segunda Divisão. Disputando pelo Grupo B e o clube foi eliminado, ficando na 5ª colocação do grupo e em 11º na Classificação Geral.
Em 2016 o Nova Conquista disputou o Campeonato Tocantinense de Futebol de 2016 - Segunda Divisão, jogando pelo Grupo A ficou em 3º no grupo e foi eliminado na Fase de Grupos, terminando em 5º na classificação geral.
Em 2017 disputou o Campeonato Tocantinense de Futebol de 2017 - Segunda Divisão jogando pelo Grupo B e terminou na lanterna de seu grupo e na classificação geral.
Já em 2018, jogando no Campeonato Tocantinense de Futebol de 2018 - Segunda Divisão o Nova Conquista ficou no Grupo B e terminou em 4º no grupo, Não ficou na lanterna por que o Kaburé, que jogava no grupo do Nova Conquista, foi excluído e o clube termina em 7º na Classificação Geral.
No ano de 2019, foi um ano marcado na história do Nova Conquista. O time fez uma parceria com a prefeitura de Miranorte para a disputa do Campeonato Tocantinense - Segunda Divisão. Na primeira fase, o chula termina invicto, com 2 vitórias e 2 empates, se classificando direto ao Campeonato Tocantinense de 2019. Na final, enfrentou o Capital, sendo vice, perdendo no agregado de 7x3.
Em  2021, o clube foi arrendado por um grupo de investidores e passará a jogar em Paraíso do Tocantins nos próximos 4 anos. O clube adotou o nome oficial de Paraíso Futebol Clube, embora geralmente seja referido como NC/Paraíso para evitar confusão com o Paraíso Esporte Clube.
Em 2022 foi rebaixado no Campeonato Tocantinense.

## Estatísticas

### Participações
|  | Participações em 2023 |

| Competição | Competição              | Temporadas | Melhor campanha    | Estreia | Última | P | R |
| Tocantins  | Campeonato Tocantinense | 3          | 5º colocado (2021) | 2020    | 2022   | — | 1 |
| Tocantins  | Segunda Divisão         | 6          | 2º colocado (2019) | 2015    | 2023   | 1 | — |

### Desempenho em competições oficiais
Campeonato Tocantinense
| Ano  | 2020 | 2021 | 2022 |
| Pos. | 6º   | 5º   | 7º   |
| ---- | ---- | ---- | ---- |

Campeonato Tocantinense - 2ª Divisão
| Ano  | 2015 | 2016 | 2017 | 2018 | 2019 | 2020 | 2021 | 2022 | 2023 |
| Pos. | 11º  | 5º   | 10º  | 7º   | 2º   | —    | —    | —    | 8º   |
| ---- | ---- | ---- | ---- | ---- | ---- | ---- | ---- | ---- | ---- |

Legenda:
| Campeão Vice-campeão Rebaixado à divisão inferior |